# Juan Alonso Zayas
Juan Alonso Zayas (1869-8 de octubre de 1898) fue un militar del ejército español nacido en San Juan, Puerto Rico, oficial al mando del destacamento de Baler, Filipinas, población sitiada por los insurgentes filipinos durante la Revolución filipina.

## Primeros años
Zayas nació y creció en San Juan, capital de Puerto Rico. Su padre, nacido en Barcelona, España, fue oficial del Ejército Español destacado en la isla. Como hijo de oficial, recibió la mejor educación disponible. De joven, su principal afición era la fotografía, llegando a convertirse en fotógrafo profesional a muy temprana edad. En noviembre de 1888, a la edad de 19 años, se enroló en el Ejército Español.
Su primer destino fue el Regimiento de Infantería de Luchana n.º 28, donde se incorporó el 23 de noviembre de 1888. En mayo de 1889, es enviado a Cuba donde se incorpora al Batallón Isabel II y, más tarde, al Regimiento de Infantería de Cuba número 63. Ascendido a sargento, es trasladado a la Escuela de Sargentos de la Guardia Civil de Getafe, España, antes del estallido de la Revolución cubana de 1895.
En 1897 alcanza el rango de Segundo Teniente de Infantería y recibe la orden de incorporarse a Filipinas. En mayo de 1897 arriba a Manila. Poco después de su llegada, participa en el asalto a Baón, acción por la que se le otorga la Cruz al Mérito Militar. Incorporado al Segundo Batallón Expedicionario, es destinado a Baler, capital del Distrito El Príncipe. 
Tras la paz de Biak-na-Bato, aparentemente sofocada la revolución filipina, el gobierno decide sustituir los 400 hombres del comandante Génova, en Baler, por el pequeño destacamento de 50 hombres al mando de Alonso.

## El sitio de Baler
Alonso embarca en Manila rumbo a Baler a principios de 1898, donde llega en febrero, junto al también segundo teniente Saturnino Martín Cerezo y el recién nombrado gobernador civil y militar del distrito, capitán de Infantería Enrique de las Morenas y Fossi.
A pesar de que entre Baler y Manila apenas había 235 kilómetros, las comunicaciones por tierra eran prácticamente inexistentes, siendo el barco el medio habitual para la recepción de mercancías y noticias.
Tras un breve periodo de tranquilidad, el 30 de junio, durante una patrulla rutinaria, los hombres al mando de Cerezo caen en una emboscada de los insurgentes filipinos, comandados por Teodorico Novicio Luna, resultando herido el cabo Jesús García Quijano, comenzando el sitio.
Los españoles, se refugian en la iglesia del pueblo por ser el edificio más sólido y defendible en caso de prolongarse la situación, que, finalmente, duró 337 días. El 8 de octubre, muere de beriberi, tomando el mando del destacamento hasta el final del sitio el Teniente Martín Cerezo.